# ПЭН-Москва
ПЭН-Москва — российская неправительственная правозащитная организация писателей, журналистов и блогеров, российский член Международного ПЕН-клуба.
ПЭН-Москва объединяет пишущих на русском языке литераторов, журналистов, переводчиков, редакторов, издателей, профессиональных блогеров и выступает за свободу слова как одну из важнейших гражданских свобод, за свободу личности, за писательское право на творческое самовыражение, против цензуры.

## История
ПЭН-Москва возник в результате конфликтного противоборства идей и взглядов на предназначение, стратегию и тактику русской писательской правозащитной организации в Русском ПЕН-центре. В ходе дискуссии, продолжавшейся в течение нескольких лет, сопровождавшейся различными организационно-административными эксцессами и достигшей кульминации в начале 2017 г., когда из организации исключили С. Пархоменко, многие деятельные члены Русского ПЕН-центра предпочли в 2016—2018 гг. сами выйти из него, в том числе В. Войнович, Л. Тимофеев, Л. Рубинштейн, С. Алексиевич и др. Некоторые покинувшие организацию литераторы, в частности, прозаики С. Алексиевич, А. Архангельский, М. Вишневецкая, Т. Бонч-Осмоловская, переводчики О. Варшавер и О. Дробот, поэт Л.Рубинштейн, журналист С. Пархоменко, издатель В. Горностаева создали ассоциацию «Свободное слово», а затем приняли решение создать новую организацию, приверженную как традициям отечественного писательского правозащитного движения, так и духу и букве «Хартии Международного ПЕН-Клуба», одного из наиболее известных в мире программных документов, отстаивающих ценности свободы слова.
ПЭН-Москва был зарегистрирован Минюстом России в марте 2018 г., а в октябре 2018 г. принят в Международный ПЕН-клуб на 84-м Конгрессе этой организации, проходившем в индийской Пуне. Представитель ПЭН-Москва Надежда Ажгихина и глава Санкт-Петербургского ПЕН-клуба Елена Чижова «посадили дерево русского языка» на территории Университета Пуны.
Является российским членом Международного ПЕН-клуба, наряду с Санкт-Петербургским ПЕН-клубом и Татарским ПЕН-центром.
ПЭН-Москва также кооперируется с правозащитной организацией «Свободное слово», поддерживает контакты с Европейской федерацией журналистов.

## Деятельность
Задачи, реализуемые ПЭН-Москва: постоянное наблюдение за ситуацией со свободой слова в России, сбор и анализ информации об ограничениях и нарушениях прав на литературное и журналистское творчество, оповещение как российского общества, так и международных правозащитных и общественных организаций о реальном положении дел в этой области. Работа ПЭН-Москва направлена на защиту свободы слова и людей, творчески работающих со словом (деятелей искусства, блогеров, журналистов и др.), в России и других странах. Организация выступает с правозащитными инициативами, обращениями и заявлениями (в том числе совместно с Международным ПЕН-клубом и Санкт-Петербургским ПЕН-клубом) в поддержку свободы слова и с осуждением посягательств на нее, против цензуры, публикует доклады (напр., совместный с PEN International и St Petersburg PEN доклад «Жесткое подавление свободы слова в России в 2012—2018 годах») и открытые письма в защиту людей и организаций, чьи права на свободное слово, свободную мысль, свободное высказывание попираются или ограничиваются, устраивает публичные акции в поддержку свободы слова (творческие встречи, презентации, выставки, издания, пикеты, участие в судебных заседаниях). Аналогичную активность проявляют Совет ПЭН-Москва, выступающий с заявлениями по злободневным темам, и отдельные члены организации, известные русские писатели, выражая свою позицию путем пикетирования, блогинга, участия в публичных мероприятиях.
В числе широко освещаемых в российской и иностранной прессе акций ПЭН-Москва заявления в защиту писательницы С. Алексиевич, историка и общественного деятеля Ю. Дмитриева, филолога Г. Гусейнова, режиссера К. Серебренникова, журналистки С. Прокопьевой, журналистки Е. Милашиной и редакции «Новой газеты», совместное с Международным ПЕН-клубом и Санкт-Петербургским ПЕН-клубом заявление с критикой юридических ограничений свободы слова, заявление о подавлении августовских 2019 г. протестов в Москве, заявление в защиту активистов «Открытой России», заявление по делу «Седьмой студии», совместные заявления c Санкт-Петербургским ПЕН-клубом в поддержку белорусского народа, по поводу многомиллионного штрафа, наложенного на журнал The New Times и др. Некоторые документы были открыты для свободного подписания и собирали по несколько сотен подписей (389 подписей под обращением к С. Алексиевич, более 500 под заявлением с протестом против жесткого подавления московских выступлений 2019 г. и т. д.).
Поэтом Л. Обориным составлен поддержанный ПЭН-Москва сборник «Свободные чтения» (М., 2018. 120 с.) по итогу ряда организованных ПЭН-Москва и ассоциацией «Свободное слово» поэтических чтений, в том числе в рамках ежегодного Фестиваля Свободы в Сахаровском центре.
Делегаты ПЭН-Москва принимают участие во всемирных конгрессах писателей. ПЭН-Москва провел ряд международных круглых столов и заседаний с участием руководства Международного ПЕН-клуба.

## Руководство
В Совет ПЭН-Москва входят 11 членов.